# Fere (Adelsgeschlecht)
Fere (mit Nachweisen Fere von Rheinfeld und Fere vom Berg) ist der Name eines fränkischen Rittergeschlechts. Die Familie, die im 14. und 15. Jahrhundert nachweisbar ist, war im Raum Kolitzheim begütert. Einzelne Mitglieder taten sich als Stifter hervor.

## Geschichte
Die Familie Fere ist erstmals zu Beginn des 14. Jahrhunderts nachweisbar. Erwin Riedenauer geht davon aus, dass sich der Nachname Fere von der ursprünglich von den Mitgliedern ausgeübten Tätigkeiten ableitet: Sie waren die Inhaber des Fährregals und es gelang ihnen über diese Rolle in den niederen Adel aufzusteigen. Als erster Inhaber des Namens tauchte Konrad Ver de Ronfelt in den Quellen auf. Er wurde als Zeuge in einer Urkunde aus dem Jahr 1303 genannt. Ein zweites Mal ist er im Jahr 1318 erwähnt, diesmal wurde Rheinfeld als sein Geburtsort genannt. Es ist deshalb wahrscheinlich, dass die Familienmitglieder zunächst als Fährleute an der Bergrheinfelder Fähre Dienst taten, ehe sie Teil des fränkischen Ritteradels wurden.
Die Familie war bereits im 14. Jahrhundert mit Zehnten in Krautheim bei Windheim belehnt. Besondere Bedeutung als Stifter hatte dann Balthasar Fere vom Berg. Er übergab am 23. November 1453 zusammen mit seiner zweiten Gattin Magdalena von Vestenberg dem Kartäuserorden ein Gelände am Rande des Steigerwalds. Hier entstand das Kloster Ilmbach als Niederlassung des Ordens. Aus der dem Konvent übergebenen Güter und Rechte lässt sich eine Rechtekonzentration der Familie auf dem Gebiet der heutigen Gemeinde Kolitzheim feststellen. Balthasar Fere kann auch als Mitglied der Sebastiansbruderschaft in der Stadt Volkach nachgewiesen werden. Er und seine erste Frau von Heßberg traten außerdem der Marienbruderschaft auf dem Volkacher Kirchberg bei.